# Касалья-де-ла-Сьєрра
Касалья-де-ла-Сьєрра, єрра (ісп. Cazalla de la Sierra) — муніципалітет в Іспанії, у складі автономної спільноти Андалусія, у провінції Севілья. Населення — 5009 осіб (2010).
Муніципалітет розташований на відстані близько 330 км на південний захід від Мадрида, 65 км на північ від Севільї.
На території муніципалітету розташовані такі населені пункти: (дані про населення за 2010 рік)
- Касалья-де-ла-Сьєрра: 4840 осіб
- Дос-Ерманас: 17 осіб
- Естасьйон-де-Касалья: 19 осіб
- Фабріка-дель-Педросо: 26 осіб
- Ель-Галеон: 46 осіб
- Ла-Ганчоса: 12 осіб
- Соланас-дель-Вальє: 49 осіб

## Демографія
Динаміка населення (INE ):

## Галерея зображень

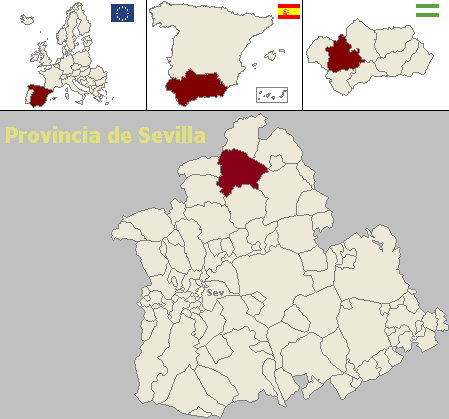
Розташування муніципалітету Касалья-де-ла-Сьєрра у провінції Севілья